# Cornea (czasopismo)
Cornea. The Journal of Cornea and External Disease – naukowe czasopismo okulistyczne o zasięgu międzynarodowym, wydawane od 1982 w Stanach Zjednoczonych; specjalizuje się w badaniach nad rogówką. Oficjalny organ Cornea Society. Miesięcznik.
Wydawcą jest Lippincott Williams & Wilkins Ltd.. Czasopismo publikuje wysoce specjalistyczne prace oryginalne (badania kliniczne oraz podstawowe) dotyczące rogówki oraz przedniego odcinka oka.
Założycielem i pierwszym redaktorem naczelnym (ang. editor-in-chief) miesięcznika „Cornea" był Frank M. Polack (1929–2007) – profesor okulistyki związany ze Szkołą Medycyny University of Florida. Pierwotnie wydawcą był Raven Press, Inc. W 1998 do tytułu „Cornea" dodano podtytuł „The Journal of Cornea and External Disease". Od 2012 redaktorem naczelnym periodyku jest Alan Sugar – profesor okulistyki związany z Uniwersytetem Michigan (Department of Ophthalmology and Visual Sciences, The W.K. Kellogg Eye Center). W skład rady redakcyjnej (ang. editorial board) czasopisma wchodzą głównie profesorowie okulistyki specjalizujący się w badaniach nad schorzeniami rogówki z różnych ośrodków akademickich w USA oraz – w znacznie mniejszej liczbie – także spoza tego kraju.
Pismo ma współczynnik wpływu impact factor (IF) wynoszący 2,010 (2016) oraz wskaźnik Hirscha równy 104 (2017). W międzynarodowym rankingu SCImago Journal Rank (SJR) mierzącym wpływ, znaczenie i prestiż poszczególnych czasopism naukowych „Cornea" zostało sklasyfikowane na 15. miejscu wśród czasopism okulistycznych (na podstawie średniej liczby ważonych cytowań w latach 2013–2015). W polskich wykazach czasopism punktowanych przez Ministerstwo Nauki i Szkolnictwa Wyższego czasopismo otrzymało kolejno: 30 pkt (2009–2016) oraz 100 pkt (2019).